# 1-2
1-2 è un singolo del rapper estone Nublu, pubblicato il 22 giugno 2020 come secondo estratto dal primo album in studio Café kosmos.

## Video musicale
Il video musicale è stato reso disponibile il 22 giugno 2020, in concomitanza con l'uscita del brano.

## Tracce
Testi e musiche di Markkus Pulk.
1. 1-2 – 3:03

## Successo commerciale
1-2 ha esordito alla 7ª posizione della Eesti Tipp-40. La settimana successiva ha conquistato la vetta, diventando l'ottava numero uno del rapper.

## Classifiche
| Classifica (2020) | Posizione massima |
| ----------------- | ----------------- |
| Estonia           | 1                 |